# يوردان ميلانوف
يوردان سيرجيف ميلانوف (20 نوفمبر 1924) (بالبلغارية: Йордан Сергиев Миланов)‏
 هو لواء سابق في القوات الجوية البلغارية  وطبيب في العلوم العسكرية، لديه أكثر من 60 منشورا في التكتيكات والفن التشغيلي لتاريخ الطيران للقوات الجوية ومشاكل استخدام الفضاء لأغراض عسكرية.

## مسيرته
ولد يوردان ميلانوف في 20 نوفمبر 1924 بضواحي العاصمة صوفيا، ببلغاريا. أنهى مدرسة الطيران في كازنلاك في عام 1945، ودرس بالأكاديمية العسكرية للأركان العامة للقوات المسلحة الروسية في موسكو سنة 1965؛ وهي أرقى أكاديمية سوفييتية.
شارك ميلانوف في برنامج إنتركوسموس (Interkosmos) الفضائي الروسي الدولي، حيث ساعد في وضع أول رواد فضاء بلغاريين، جورجي ايفانوف وألكسندر أليكساندروف سنة 1979.